# Bongo (Bokito)
Pour les articles homonymes, voir Bongo (homonymie).
Bongo est un village du Cameroun situé dans la région du Centre, le département de Mbam-et-Inoubou et l'arrondissement (commune) de Bokito. Il est divisé en plusieurs quartiers dont : Kanok-Nikosso, Kelendé, Bouyamboy, Boupili.

## Population
En 1964, Bongo comptait 947 habitants, principalement des Yambassa. Lors du recensement de 2005, 1 308 personnes y ont été dénombrées.
C'est l'une des rares localités où l'on parle le baca, une langue bantoïde méridionale, également connue sous le nom de « bongo », en référence au village.

## Éducation
Bongo dispose de trois écoles primaires : une école à Bouyamboy, une à kelendé et une dans le quartier Kanok-Nikosso. Un CETIC (collègue d’enseignement technique industriel et commercial) a également ouvert ses portes en 2016 et forme dans les spécialités suivantes : électricité, maçonnerie et comptabilité.